# Tony Cairoli

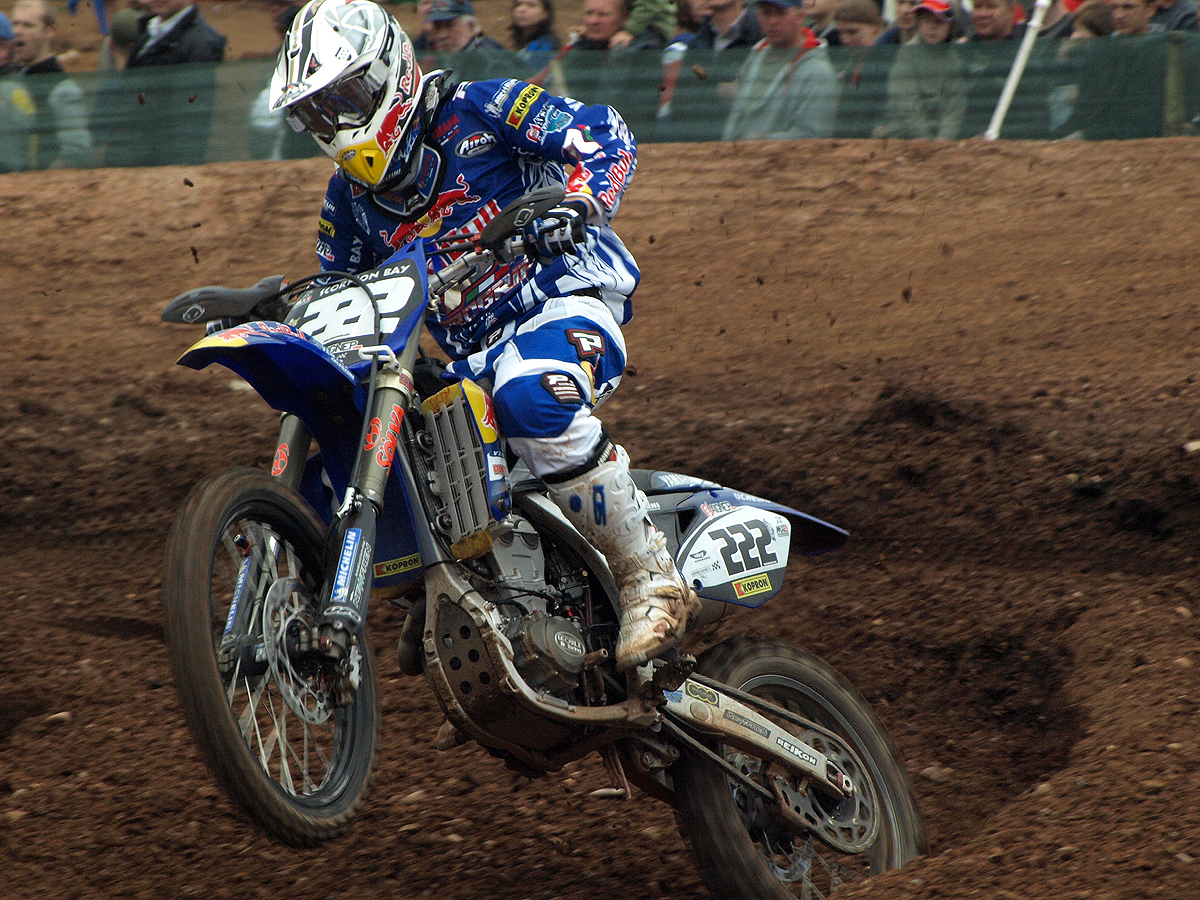
Imagem de Tony Cairoli Pilotando sua Motocicleta.

Antonio "Tony" Cairoli (Patti, 23 de setembro de 1985) é um piloto de motocross italiano, que compete no Campeonato Mundial de Motocross.

## Carreira
Tony Cairoli começou em 2002 a pilotar profissionalmente, no campeonato italiano com a Yamaha.

## Títulos
- Campeonato Mundial de Motocross: 2009, 2010, 2011, 2012, 2013, 2014.